# Nyombé
Nyombé – miasto w Kamerunie, w Regionie Nadmorskim. Liczy około 26,4 tys. mieszkańców.